# 南あわじウインドファーム

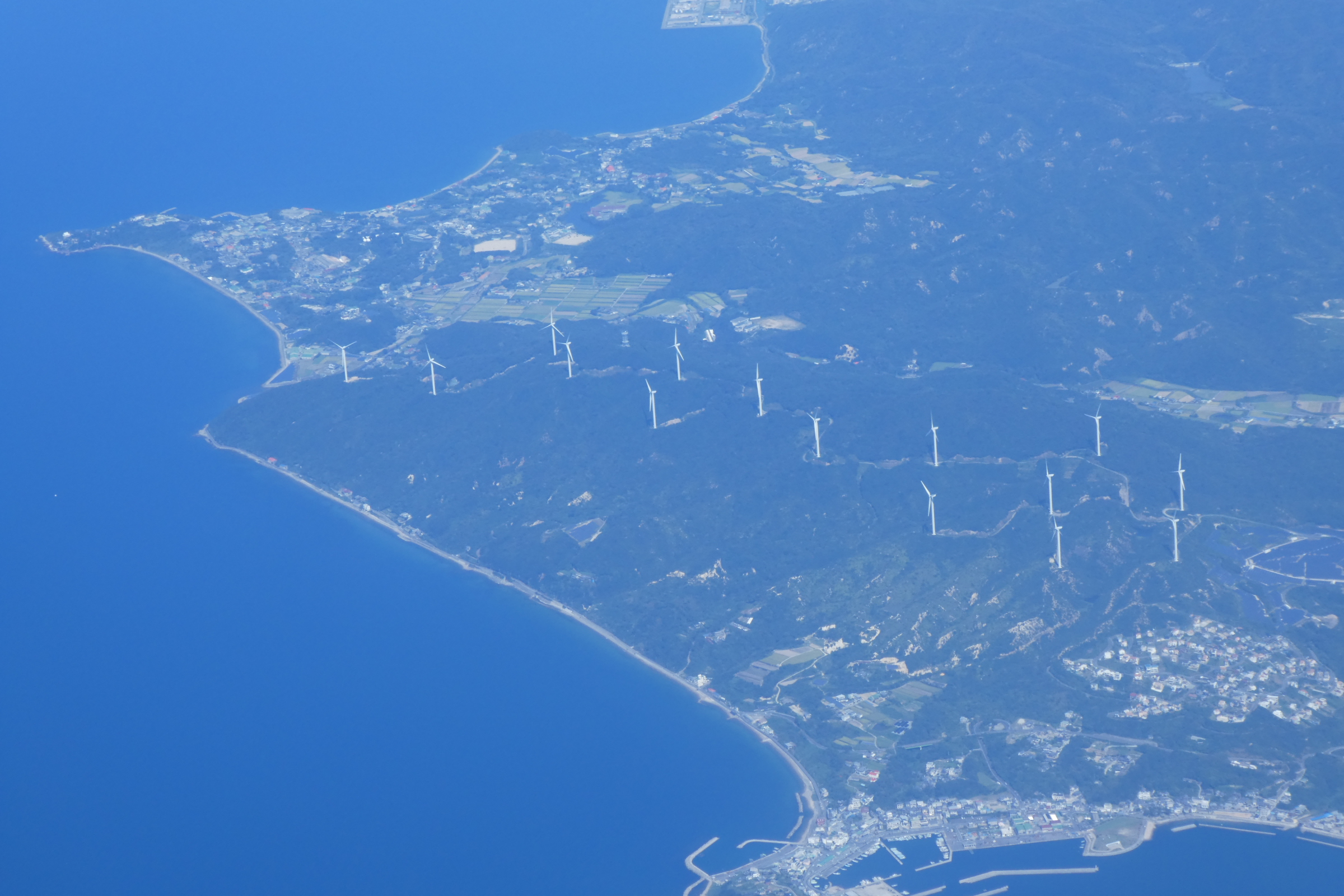
南あわじウインドファーム

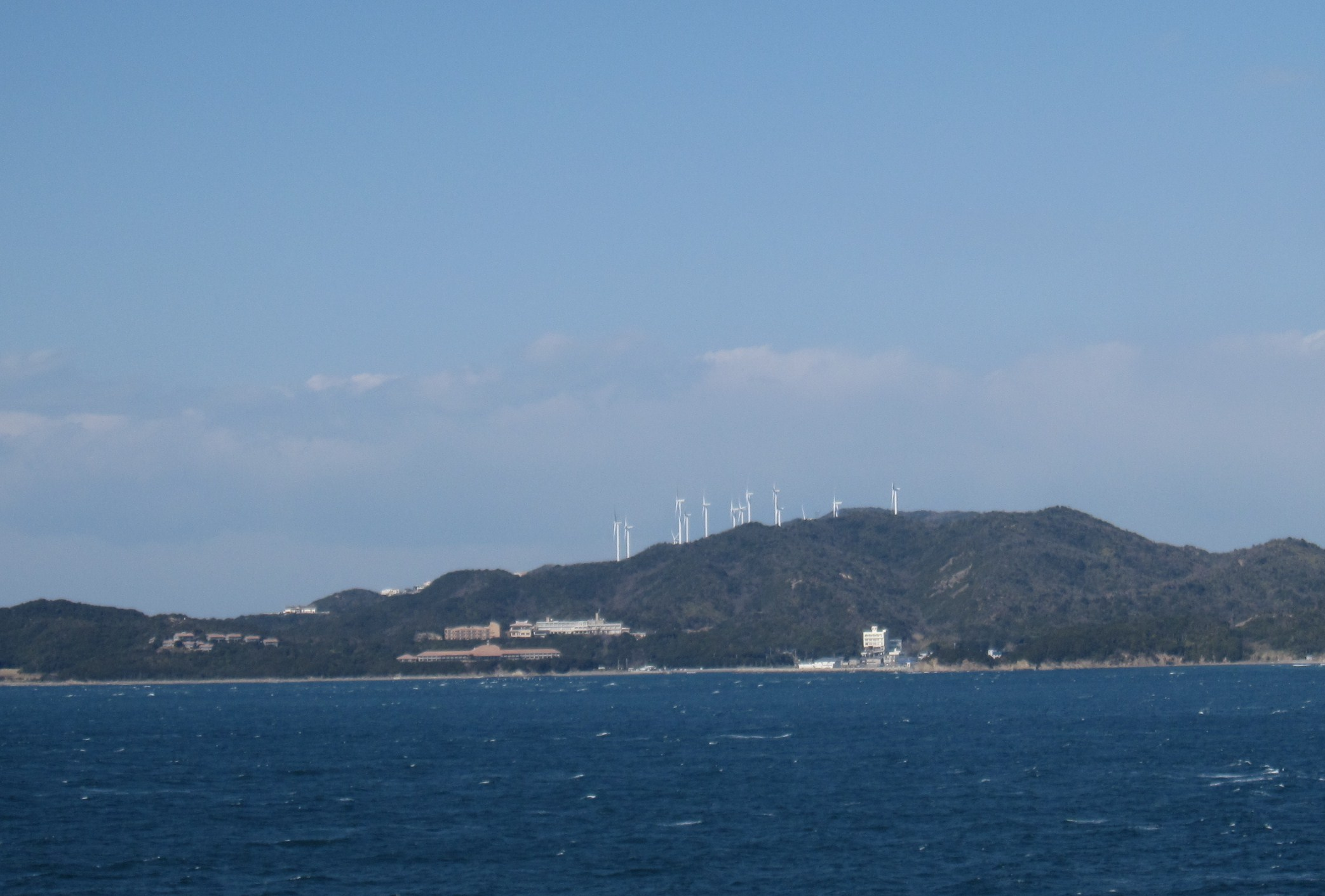
南あわじウインドファーム

南あわじウインドファーム（みなみあわじウインドファーム）は、兵庫県南あわじ市にある風力発電所。事業主体はCEF南あわじウインドファーム株式会社。

## 概要
2007年に稼動を開始し、兵庫県南あわじ市阿那賀に立地している。
2,500kw×15基の風車で構成され、37,500kWの発電規模を持っている。

## 設備概要
- 事業主 CEF南あわじウインドファーム
- 所在地 兵庫県南あわじ市阿那賀1629-15
- メーカー GE社
- 機種 GE 2.5
- ハブ高さ 85m
- 定格出力 2,500kw
- ローター直径 85.4m
- ブレード枚数 3枚
- 総重量 2,368.3t
- 運転開始 2007年[2]